# Камер-юнкер
Камер-юнкер (от нем. Kammerjunker — дословно: комнатный молодой дворянин) — должность, чин и звание, существовавшие в ряде европейских государств, почётное придворное звание, ниже камергера.
Камер-юнкер в придворных должностях означает: комнатный, ближний, окольный служитель, состоящий при внутренних покоях государя. Первоначально камер-юнкером назывался дворянин, обслуживающий особу императора, короля или курфюрста в его комнатах. Должность камер-юнкера существовала в Дании и германских государствах. В России существовали чин камер-юнкера (пожалование производилось с 1711 года по 1809 год) и придворное звание камер-юнкера (пожалование производилось с 1809 года по 1917 год).

## Чин и придворное звание камер-юнкера в России
В Русском царстве чин камер-юнкера был введён Петром I. В ведомости древних российских чинов, представленной в 1721 году Петру I по его повелению, чин камер-юнкера сопоставлялся с древним российским чином комнатного дворянина. При Петре I чин камер-юнкера получили 7 человек, первым в 1711 году был пожалован Ф. М. Каменский (1696—1755), получивший впоследствии также чин генерал-майора.
В первой редакции учреждённой в 1722 году Петром I Табели о рангах придворный чин камер-юнкера состоял в 9-м классе, с 1737 года — в 6-м классе, с 1742 года — в 5-м классе. В первой половине XVIII века обязанности камер-юнкера не были регламентированы, они в основном сводились к присутствию при императорском дворе и выполнению отдельных поручений монарха и обер-камергера.
В августе 1762 года Екатерина II утвердила доклад обер-камергера графа Шереметева, в котором, в частности, были представлены основные обязанности камер-юнкеров: они должны были дежурить при императорском величестве «по сколько ж Ея Императорское Величество указать изволит» и «во время дежурства никуда не отлучаться». При исполнении своих придворных обязанностей камер-юнкеры должны были выполнять приказы обер-камергера. Императрица своим указом от 7 июля 1762 года установила размер жалованья камер-юнкеров — 1 тысяча рублей в год (в 1727 году оно составляло 518 рублей и 55 копеек). С 1775 года жалованье выплачивалось только 12 старшим по порядку производства в чин камер-юнкерам при условии их дежурства при дворе. За время правления Екатерины II камер-юнкерами было пожаловано 123 человека, в последний год её правления 27 из них дежурили при дворе.
Павел I не произвёл в этот чин ни одного человека, поскольку в начале своего правления исключил камер-юнкеров из придворного штата.
Александр I своим указом от 18 декабря 1801 года, в первый же год своего правления, вернул с 1 января 1802 года в придворный штат 12 камер-юнкеров, но при этом не установил им жалованья.
3 апреля 1809 года Александр I своим указом прекратил присвоение этого чина. Камер-юнкеры, не состоящие на военной или гражданской службе, обязаны были выбрать один из этих двух видов службы или уйти в отставку. В дальнейшем пожалование в камер-юнкеры означало лишь присвоение почётного звания («придворного отличия») на время службы. Лица, пожалованные в камер-юнкеры до издания указа, сохраняли этот чин. На момент издания указа в чине камер-юнкера состояло 70 человек. Последним в истории и единственным с 1827 года носителем чина камер-юнкера был граф Алексей Николаевич Татищев, подполковник в отставке.
Согласно инициированному А. А. Аракчеевым высочайшему повелению от 7 ноября 1816 года, лица, уволенные от службы или вышедшие в отставку, лишались этого звания в течение двух месяцев. Исключения из этого правила допускались чрезвычайно редко. Согласно высочайшему повелению от 25 декабря 1810 года звания (но не чина) камер-юнкера должны были лишаться лица, поступившие в чины 4-го класса Табели о рангах, поскольку такие чины превосходили традиционный статус камер-юнкера, соответствующий 5-му классу. Однако и это правило, подтверждённое высочайшим повелением в 1844 году, имело исключения. Так, действительный статский советник Михаил Александрович Безобразов не был лишён звания камер-юнкера. Званием камер-юнкера дорожили даже высокопоставленные чиновники, поскольку оно давало доступ к мероприятиям, проводимым императорским двором (официальным церемониям, балам и т. д.) и таким образом предоставляло возможность непосредственного общения с государственной элитой.
Согласно указу Николая I от 23 июня 1836 года, званием камер-юнкера могли быть пожалованы чиновники не ниже титулярного советника. Именно в этом чине состоял А. С. Пушкин, пожалованный 31 декабря 1833 года званием камер-юнкера. 11 июля 1850 года было объявлено высочайшее повеление о том, что «Его Величеству не благоугодно впредь жаловать… чиновников… в звание каммер-юнкеров ниже коллежского асессора». Однако после смерти Николая I это повеление перестало быть правовой нормой. В дальнейшем был фактически отменён и указ Николая I от 23 июня 1836 года, предписывающий представлять к званию камер-юнкера чиновников не ниже титулярного советника (9-й класс табели о рангах): среди пожалованных этим званием были даже коллежский регистратор (14-й класс табели) и дворяне, не имеющие чина.
Многочисленные попытки строго регламентировать присвоение и сохранение звания камер-юнкера, даже в виде высочайших указов и повелений, не принесли желаемого результата, поскольку противоречили честолюбивым интересам дворянства и практике использования личных связей в деятельности Министерства императорского двора.
В разное время был издан ряд высочайших указов, регламентирующих мундир и внешний вид камер-юнкера. Так, указом от 11 марта 1831 года камер-юнкерам наряду с не первыми чинами двора предписывалось «…иметь парадный мундир тёмно-зелёного сукна с красным суконным воротником и таковыми же обшлагами. Шитьё золотое по узору, ныне существующему: на воротнике, обшлагах, карманных клапанах, под оными и на полах широкое, а по… фалдам узкое; по борту же на груди шитые бранденбуры; пуговицы золочёные с изображением Государственного герба». Указом от 30 марта 1837 года лицам, имеющим придворные звания, было запрещено носить усы и бороду. Запрет мотивировался тем, «что многие из состоящих в званиях камергеров и камер-юнкеров позволяют себе носить усы, кои присвоены только военным, и бороды в виде жидовских».
На начало 1915 года в Российской империи насчитывалось 394 камер-юнкера.